# 江林昌
江林昌（1961年—），浙江杭州人，汉族，中华人民共和国政治人物、全国人民代表大会山东地区代表。
毕业于杭州大学古典文献学专业。加入中国民主同盟。担任烟台大学副校长。2008年起担任全国人大代表。2013年，担任全国人大代表。